# Aliyá y Yishuv durante la Primera Guerra Mundial

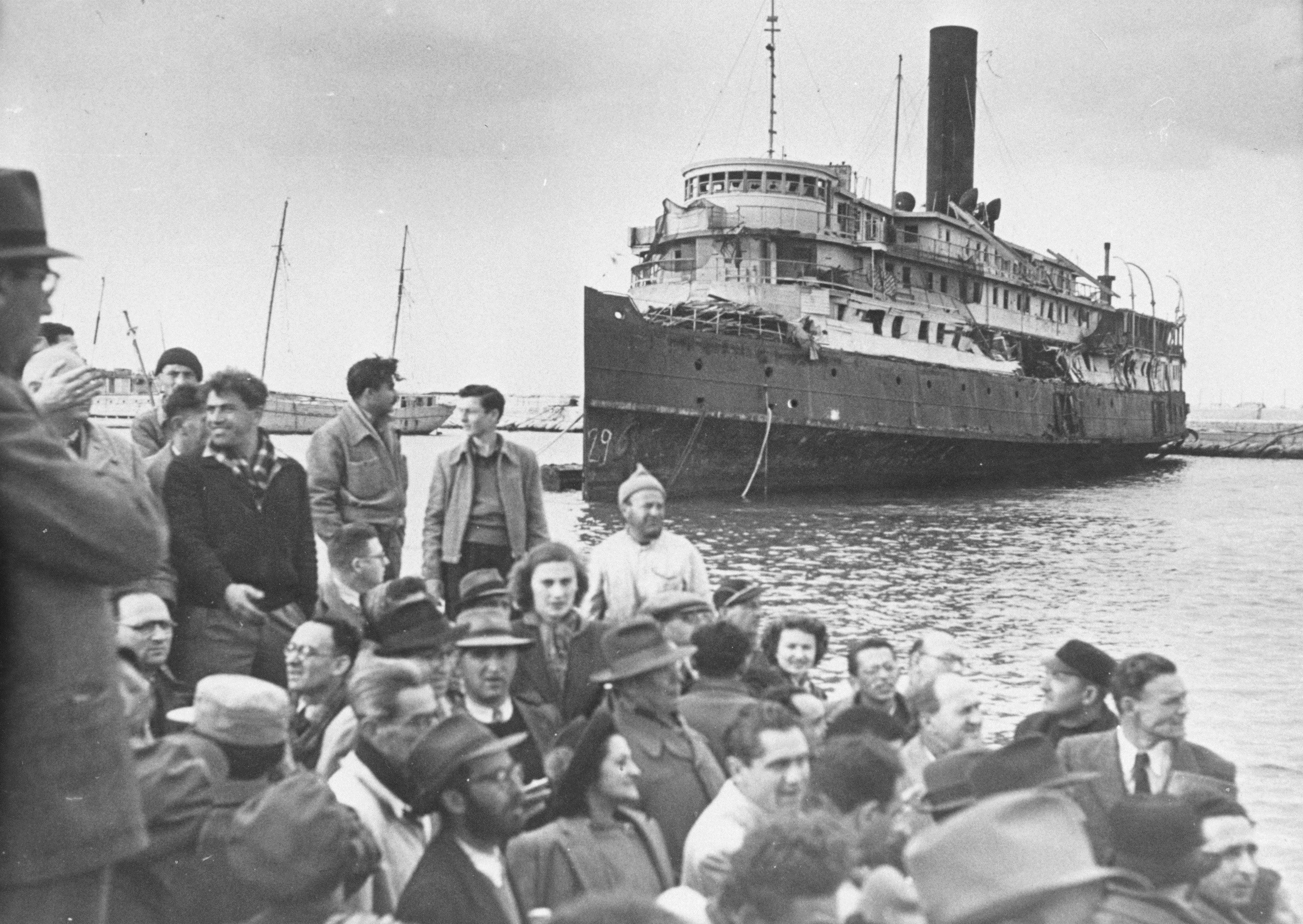
El Palmach, Inmigración a Israel.

Antes y durante el período de la Primera Guerra Mundial, la región de Palestina estaba controlada por el Imperio otomano. Este régimen impuso duras exigencias en el asentamiento judío, que terminó en 1918 cuando el Mandato Británico entró en vigencia.

## Dificultades enfrentadas por el Asentamiento Judío
Los asentamientos judíos fueron maltratados durante el régimen otomano. Tras el estallido de la Primera Guerra Mundial, el régimen cortó las líneas de suministro a Palestina. Este hecho condujo a una grave escasez de alimentos. Esta ruptura de las líneas de suministro también causó un daño económico e impidió la llegada de las donaciones. Por encima de estos problemas, el régimen agregó dificultades adicionales, como impuestos de guerra y la confiscación de los animales de trabajo, herramientas y alimentos. Otras dificultades (ya sean independientes o no en relación directa con el régimen) surgieron en forma de una plaga de langosta (y los colonos no estaban equipados para hacer frente al ataque). Estas consecuencias fueron el hambre y la pobreza (resultado de la cesación de donaciones), la erupción de enfermedades masivas (tifus, peste) y el cierre de bancos por la inflación.
La actitud de la administración otomana a los judíos se fue endureciendo, así como su situación, que también se deterioró durante la guerra e hizo que el funcionamiento de los asentamientos judíos fuera mucho más difícil. Esta situación se mantuvo durante unos cuatro años aproximadamente.
En primer lugar las autoridades otomanas cancelaron el régimen de capitulaciones (inmunidad a los ciudadanos extranjeros), y como resultado, los que llegaron de otros países (incluyendo la mayoría de los inmigrantes, que procedían de Rusia) llegaron a considerarse enemigos. Por esta seris de causas, comenzó una``guerra´´ entre las autoridades otomanas y el movimiento sionista en Israel.
Las autoridades otomanas violaron los derechos de libertad de la población judía. Por ejemplo, éstos no estaban autorizados a llevar armas, estaba prohibido escribir cualquier letra en yidis o hebreo, se obligaba a aprender turco en las escuelas de la población judía y la bandera sionista fue prohibida. El hecho más escalofriante y radical fue la exigencia de las autoridades otomanas, a algunos judíos, a alistarse en el ejército turco o salir del país.
Las autoridades otomanas incluso hicieron una serie de deportaciones del país. En 1915 los otomanos conseguidas personas que andaban en las calles de Tel Aviv y Jaffa y los deportó a un buque a Egipto. En 1917 los otomanos deportaron a la población judía de Tel Aviv y Jaffa, como resultado de los avances del frente británico en el sur del país (Los otomanos temían que la población judía en Tel Aviv ayudaría a los británicos en la toma de control sobre el país ). Las autoridades otomanas deportaron también s los dirigentes de la población judía en la Tierra de Israel - David Ben Gurion y Yitzhak Ben-Zvi fueron deportados a los límites del imperio, a pesar de que los dirigentes sionistas declararon oficialmente su apoyo al Imperio otomano.

## Apoyo
Los judíos estadounidenses e incluso el gobierno estadounidense comenzó la recaudación de fondos y la acumulación de alimentos que se transportan en barcos con el fin de ayudar a la población judía en la Tierra de Israel. Se enfrentó a dos grandes problemas - El primero fue que era necesario un acuerdo del presidente de los Estados Unidos en su envío de la ayuda - esta fue la primera vez en que el gobierno estadounidense opera con una política Prosionista . El segundo fue para un acuerdo con los otomanos que la comida y el dinero sería transferido a la población judía. La autoridad otomana estuvo de acuerdo con esta eventual a cambio de cerca de 45% del envío de ayuda.
Los Estados Unidos y Alemania (que fue socio de Turquía durante la guerra) ejercían presión sobre Turquía contra la deportación de la población judía del país.
Tres posibilidades tenían los colonos judíos:
- Adoptar la nacionalidad turca con todas las responsabilidades que vienen con él (sobre todo el alistamiento en el ejército y el pago de los impuestos).
- La colaboración con los británicos - oficialmente (Legión Judía) y metro (Nili).
- Huyendo - sobre todo a Egipto, que era el más cercano, con el fin de volver con facilidad después de la crisis.

La posición de la Organización Sionista Mundial fue dividida. La mayoría de los líderes sionistas apoyaron y se identificó con Alemania - serían capaz de liberar Judíos de Rusia de la carga del zar, y Turquía, que fue socio de Alemania durante la guerra de esperar que cambie de opinión acerca de la población judía en Israel. En comparación con eso, el apoyo a la Aliados de la Primera Guerra Mundial podría dar razón de los otomanos para eliminar el asentamiento judío en la Tierra de Israel. Sin embargo, la identificación con Alemania durante la guerra podría haber puesto en peligro a millones de Judíos en Rusia y Polonia, así como a los aliados de la Primera Guerra Mundial no estaría de acuerdo a las demandas nacionales de los Judíos. Debido a estas consideraciones se decidió finalmente en una política más neutral. Esta posición suponía el traslado de las oficinas centrales de la Organización Sionista Mundial de Berlín, lo cual no se realizó, sino porque esto podría haber sido visto por Alemania como una traición, las oficinas permanecieron en Berlín, aunque se construyeron nuevas oficinas en Dinamarca, que era un país neutral durante la guerra.
Jaim Weizmann y Ze'ev Jabotinsky apoyan el activismo político en lugar de neutralidad. Se estima que el Imperio Otomano se debilitaba su causa y Gran Bretaña ocupa la Tierra de Israel obtendrían gran beneficio y por lo tanto invirtieron sus esfuerzos en la búsqueda de formas de colaboración con Gran Bretaña. Ze'ev Jabotinsky ofrece establecer unidades de combate judías que sería una parte del ejército británico. A cambio se reconocerá en el derecho moral de los Judíos a vivir en Israel. En contraste con él, Chaim Weizmann pidió una declaración política sobre los derechos de la población judía en Israel, en la afirmación de que británicos tienen un interés estratégico para ayudar a la población judía. Trató de despertar una emoción humana entre los británicos y sufrimiento judío. Weitzman trató de convencerlos de que era por el bien de Gran Bretaña para ayudar a los Judíos en contraste con Jabotinsky quien trató de utilizar a los británicos. Finalmente el método de Weitzman dio resultado con la Declaración Balfour de 1917, mientras que el método de Jabotinsky sólo funcionó parcialmente con la creación de la Legión Judía. Francia, a diferencia de Gran Bretaña apoyaron a los cristianos del Líbano y no los Judíos.
Una gran red de decenas de activistas en el interior de la tierra de Israel decidió ir en contra de la decisión de la Organización Sionista Mundial en ser neutral y se estableció la organización Nili . Los líderes de Nili fueron Aaron y Sarah Aaronsohn, Avshalom Feinberg y Yosef Lishansky . El Nili actuó dentro de la tierra de Israel y en Siria, entre 1915-1917. La interconexión entre la Nili y la inteligencia británica se llevó a cabo durante las visitas de buques británicos en Atlit, a través de palomas mensajeras en Egipto(cuando tenían que enviar anuncios rápido). Nili fue descubierta en 1917, y las autoridades turcas iniciaron una represalia contra la red y contra el asentamientos judíos .
- Datos: Q2891518